# Андрей Ростиславич
Андре́й Ростисла́вич (Георгий?; умер после 1147) — первый удельный князь елецкий (?), старший из троих сыновей рязанского князя Ростислава Ярославича.
Никоновская летопись под 1147 г. сообщает, что «…прииде из Рязани с Ельца князь Андрей Ростиславичь к Давыдовичам в Чернигов», боровшимся в то время против великого князя киевского Изяслава Мстиславича. Однако историки ставят под сомнение существование в XII веке Ельца и то, что он относился к Рязанскому княжеству, поскольку руководил составлением Никоновской летописи митрополит Даниил, по происхождению рязанец.

## Семья
Отец: Ростислав Ярославич — князь пронский, рязанский и муромский.
Братья:
- Глеб (умер 1177) — князь рязанский (1145—1177 с перерывами).
- Юрий (Л.Войтович[1] отождествляет его с самим Андреем, в этом случае у Андрея был сын и дочь, предположительно замужем за Олегом Святославичем черниговским).